# Kochiana
Genre
Kochiana est un genre d'araignées mygalomorphes de la famille des Theraphosidae.

## Distribution
Les espèces de ce genre sont endémiques du Brésil.

## Liste des espèces
Selon World Spider Catalog (version 25.5, 06/08/2024) :
- Kochiana brunnipes (C. L. Koch, 1841)
- Kochiana fukushimae Moeller, Galleti-Lima & Guadanucci, 2024

## Systématique et taxinomie
Ce genre a été décrit par Fukushima, Nagahama et Bertani, en 2008 dans les Theraphosidae.

## Publication originale
- Fukushima, Nagahama & Bertani, 2008 : « The identity of Mygale brunnipes C.L. Koch 1842 (Araneae, Theraphosidae), with a redescription of the species and the description of a new genus. » The Journal of Arachnology, vol. 36, no 2, p. 402-410 (texte intégral).